# Ai no Utagoe o Kikasete
Ai no Utagoe o Kikasete (アイの歌声を聴かせて lit. Déjame oírte cantando de amor?), conocida como Sing a Bit of Harmony en Estados Unidos y Canta con una chispa de armonía en Hispanoamérica y España, es una película de anime japonesa, de musical y aventura, producida por el estudio J.C.Staff en colaboración con Funimation y dirigida por Yasuhiro Yoshiura. La película se estrenó en Japón en octubre de 2021.

## Sinopsis
La hermosa y misteriosa Shion se transfiere a la Preparatoria Keibu, donde rápidamente se vuelve popular por su personalidad abierta y su talento atlético excepcional... pero resulta ser una IA en la fase de prueba. El objetivo de Shion es traer "felicidad" a la solitaria y crónica Satomi. Pero su estrategia es algo que ningún humano esperaría: le da una serenata a Satomi en el medio del aula. Después de descubrir que Shion es una IA, Satomi y su amigo de la infancia, Toma, un fanático de la ingeniería, se calientan constantemente con el nuevo estudiante. Se emocionan cada vez más por la voz y la seriedad del canto de Shion, incluso cuando sus payasadas los desconciertan. Pero lo que Shion hace por el bien de Satomi termina involucrándolos a todos en un serio pandemonio.

## Reparto
- Tao Tsuchiya[2] como Shion Ashimori.
- Haruka Fukuhara[2] como Satomi Arano.
- Asuka Kudō[2] como Tо̄ma.
- Kazuyuki Okitsu[2] como Gocchan.
- Mikako Komatsu[2] como Aya.
- Satoshi Hino[2] como Thunder.
- Kenjirō Tsuda[3] como Saijо̄.
- Sayaka Ohara[3] como Mitsuko.
- Kenji Hamada[3] como Nomiyama.

## Producción
La película fue anunciada por Funimation, como una coproducción con J.C.Staff, el 10 de septiembre de 2020. La película estuvo a cargo de la dirección de Yasuhiro Yoshiura. Yoshiura e Ichirō Ōkouchi coescribieron el guion, Kanna Kii dibujó los diseños originales de los personajes, Shuichi Shimamura diseñó los personajes para la animación y también es el director de animación en jefe y Hidekazu Shimamura se desempeñó como director de animación. Ryō Takahashi compuso la banda sonora de la película y Yohei Matsui escribió las canciones. El 6 de abril de 2021, Funimation publicó un avance de la película.

### Estreno
Ai no Utagoe o Kikasete se estrenó el 21 de octubre de 2021 en los cines de Japón. La película tuvo su estreno internacional el 2 de octubre de 2021, en el festival de cine Scotland Loves Animation, celebrado en el Glasgow Film Theatre. Funimation proyectó la película, tanto en formato subtitulado como doblado al inglés, en los Estados Unidos y Canadá los días 23, 25 y 26 de enero de 2021; en Australia y Nueva Zelanda a partir del 27 de enero de 2021 y en el Reino Unido e Irlanda a partir del 28 de enero de 2021.

### Adaptación al manga
Una adaptación al manga, ilustrado por Megumu Maeda, iniciado en la revista mensual de seinen manga de Kōdansha la tarde el 24 de junio de 2021. Su primer volumen tankōbon fue lanzado el 21 de octubre de 2021.

## Recepción
En octubre de 2021, Ai no Utagoe o Kikasete ganó el Premio del Público en el festival de cine Scotland Loves Animation.
También ganó el Premio a la Mejor Película de Animación en el Festival de Cine y Televisión de la Ciudad de Nueva York de 2021, ingresó como finalista de los Premios de Cine de Animación de Nueva York 2021 a la Mejor Película de Animación.. En Japón, también está nominado a la Animación Excelente del Año en el Premio de Cine de la Academia de Japón de 2022.
La película recaudó $ 50,490 en taquilla.